# Fukuisaurus
Fukuisaurus ("ještěr z (prefektury) Fukui") byl rod hadrosauroidního ornitopodního dinosaura z raně křídového období (věk barrem, asi před 130 až 125 miliony let). Fosilie tohoto býložravého ptakopánvého dinosaura byly objeveny na území prefektury Fukui (ostrov Honšú, Japonsko).

## Historie
Fosilie tohoto ornitopoda byly objeveny roku 1989 v souvrství Kitadani (skupina Tetori, odtud druhové jméno). Formálně byl typový druh F. tetoriensis popsán roku 2003. Původně byly známé jen úlomky lebky (typový exemplář s označením FPDM-V-40-1), později však paleontologové objevili také části postkraniální kostry.

## Popis
Tento hadrosauroid patřil k menším druhům, jeho délka dosahovala jen asi 4,5 metru a hmotnost zhruba 400 kilogramů. Podle amerického paleontologa Thomase Holtze, Jr. byl Fukuisaurus dlouhý asi 6 metrů a mohl vážit přes půl tuny. Lebka byla robustně stavěná.
Výzkum stavby spodní čelisti fukuisaura ukázal, že na rozdíl od dravých tyranosaurů neměli patrně citlivý senzorický systém na konci svých čelistí.

## Zařazení
Fukuisaurus byl vývojově primitivním hadrosauroidem, který měl zřejmě blízko k rodům Koshisaurus, Equijubus, Xuwulong, Jinzhousaurus a Altirhinus.

## Paleoekologie
V sedimentech skupiny Tetori byla objevena také fosilie zubu dravého teropodního dinosaura, který mohl tyto býložravé aktivně lovit.